# The Steampacket
The Steampacket era un gruppo inglese di blues-rock degli anni '60, noto soprattutto per il fatto che molti dei suoi membri erano già, o diverranno, famosi individualmente come musicisti o cantanti.  È probabilmente stato il primo "supergruppo" inglese.

## Storia
Il gruppo venne formato da Long John Baldry dopo la rottura con il suo precedente gruppo the Hoochie Coochie Men. Comprendeva, tra gli altri, il cantante dei Hoochie Coochie Men Rod Stewart, la cantante Julie Driscoll, l'organista Brian Auger e il chitarrista Vic Briggs. Essi erano gestiti da Giorgio Gomelsky, che era stato in precedenza legato a The Rolling Stones e The Yardbirds.
The Steampacket suonarono in vari club, teatri e associazioni studentesche in tutto il paese, compreso il supporto ai Rolling Stones nel loro tour inglese del 1965.  A causa di difficoltà contrattuali e rivalità interne, comunque, non incisero mai ufficialmente un album in studio o dal vivo.  Alcuni demo presi da nastri registrati da Gomelsky durante una prova al Marquee Club di Londra furono pubblicati, dopo lo scioglimento dalla band, dalla BYG sull'LP Rock Generation Vol.6: The Steampacket, London, Dec. 1965 (pubblicato poi in vario modo e con vari titoli), ed altri vennero in seguito pubblicati dalla Charley Records come The Steampacket - Featuring Rod Stewart (pubblicato anche con altri titoli).
Stewart abbandonò nel 1966 per entrare nello Shotgun Express, e il gruppo dopo un po' si sciolse.  Long John Baldry proseguì con una carriera solista ed ebbe un primo posto nella classifica inglese del 1967 con Let the Heartaches Begin. Julie Driscoll, Brian Auger e Vic Briggs formarono i Trinity, avendo un notevole successo nel 1968 con This Wheel's on Fire; Briggs sarà anche membro degli Animals.  Rod Stewart canterà con The Jeff Beck Group, Faces e come solista.  C'è anche una leggenda urbana che Peter Green e Mick Fleetwood, più tardi nei Fleetwood Mac, abbiano suonato negli Steampacket. In realtà gli Steampacket, a parte l'abbandono di Rod Stewart, mantennero sempre la stessa formazione fino allo scioglimento. Il gruppo con cui avevano suonato Green e Fleetwood a fianco di Rod Stewart era lo Shotgun Express.

## Formazione
- Long John Baldry (voce)
- Brian Auger (tastiere, piano, voce)
- Julie Driscoll (voce)
- Gary Boyle (chitarra, voce)
- Dave Ambrose (chitarra, basso, voce)
- Clive Thacker (batteria, percussioni, voce)
- Rod Stewart (armonica)
- Vic Briggs (chitarra)

## Raccolte
- 1971 - Rock Generation Vol.6: The Steampacket, London, Dec. 1965 (BYG records 529.706, prodotto da Giorgio Gomelsky)
- 1971 - Places & Faces
- 1972 - Rod Stewart & Steampacket (Springboard SPB-4063)
- 1974 - Early Days (Metronome Music 201.026)
- 1977 - The First Supergroup (Charly Records CR-300-020)
- 1990 - Steampacket/First R&B Festival (Repertoire Records RR-4090-WZ)
- 2004 - Rod Stewart & the Steampacket (Ain't That Loving You Baby) (Platinum)